# Furkan Polat
Furkan Polat (* 20. April 1998 in Kocasinan) ist ein türkischer Fußballspieler.

## Karriere
Polat begann mit dem Vereinsfußball in der Nachwuchsabteilung von Kocasinan Şimşekspor. Anschließend spielte er vier Jahre lang für die Nachwuchsmannschaften der Vereine Bugsaşspor und Osmanlıspor FK.
Hier erhielt er im Juli 2014 einen Profivertrag; spielte aber weiterhin nur in den Nachwuchs- und Reservemannschaften. Zur Saison 2017 wechselte er zum Viertligisten Çanakkale Dardanelspor. Sein Profidebüt gab er am 29. August 2017 in der Pokalpartie gegen Edirnespor.
Im Sommer 2019 wurde er vom Erstligisten Kayserispor, dem erfolgreichsten Verein seiner Heimatprovinz Kayseri, verpflichtet.